# Середні солі
Середні солі - це клас неорганічних сполук які складаються із катіона металу і аніона кислотного залишку. Вважаються повністю заміщеними.
Саме Гійом Руель, у середині 17 ст. створив класифікацію солей і ввів поняття "середні солі".[джерело?]

## Приклади
Na2SO3 - Натрій сульфат;
CaCO3 - Кальцій карбонат;
FeCl3 - Ферум (III) хлорид.

## Одержання
- З солі і кислоти:2LiCl+H2SO4=Li2SO4(сіль)+2HCl;

- З солі та (сіль)лугу: LiCl+NaOH=LiOH+NaCl(cіль);
- З металів і неметалів: 6Li+N2=2Li3N;
- З металу і кислоти: Li+2HCl=2LiCl+H2(г);
- Розкладом кислих солей: 2Na2HCO3=Na2CO3+H2O+CO2(г)
- Взаємодією основного і амфортерного оксидів:ZnO +CaO=CaZnO2.